# Mount Carmel (Pennsylvania)
Mount Carmel ist ein Borough im Northumberland County in Pennsylvania, Vereinigte Staaten. Das U.S. Census Bureau hat bei der Volkszählung 2020 eine Einwohnerzahl von 5.725 ermittelt. Der Ort liegt 141 km nordwestlich von Philadelphia und 114 km nordöstlich von Harrisburg im Kohlerevier Pennsylvanias. Mount Carmels Gemarkung ist vollständig umgeben von der Mount Carmel Township.

## Geographie

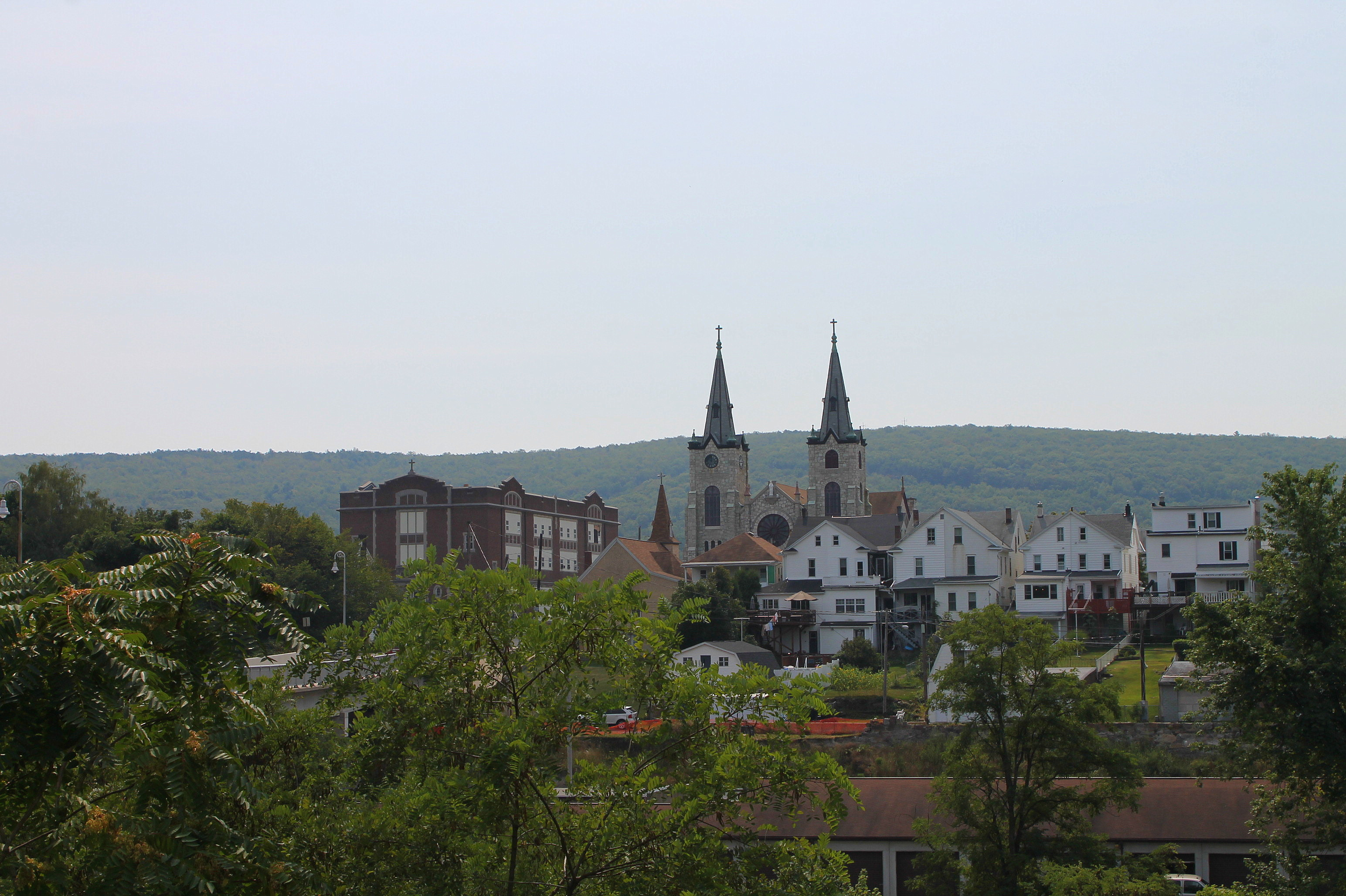
Gebäude in Mount Carmel

Mount Carmels geographische Koordinaten lauten 40° 48′ N, 76° 25′ W (40,796447, −76,412231). Der Ort liegt in der Ridge-and-Valley-Zone der zentralen Appalachen und wird entwässert vom Shamokin Creek, der zum Einzugsgebiet des unteren Susquehanna River gehört. Nach den Angaben des United States Census Bureaus hat der Borough eine Gesamtfläche 1,7 km², es gibt keine nennenswerten Gewässerflächen.
Die Gemarkung von Mount Carmel ist weitgehend flach und zum größten Teil überbaut und liegt im Tal des Shamokin River zwischen einem Ausläufer des Big Mountain im Norden und dem Mahanoy Mountain im Süden. Mount Carmel ist die bevölkerungsreichste Ortschaft in der Township. Außerhalb der Grenzen des Boroughs liegen mehrere uninkorporierte Ortschaften: Diamondtown im Norden, Atlas im Nordwesten sowie Connorville und Dooleyville am Locust Gap Highway im Südwesten.
Das Straßennetz ist weitgehend rechtwinklig angelegt, wobei die in Ost-West-Richtung verlaufenden durchgehenden Straßen von Norden nach Süden zumeist nummeriert sind; ihre Teilung in East und West verläuft entlang der Oak Street. Östlich davon sind die meisten Nord-Süd-Straßen nach Früchten benannt, westlich tragen sie in der Regel die Namen von Bäumen.

## Geschichte
Der Sägemühlenbesitzer Albert Bradford gab dem Ort wegen seiner schönen Lage in den Bergen den Namen Mount Carmel nach dem Karmel in Israel. Mount Carmel begann als Holzfällersiedlung. Kohle wurde erst 1790 durch Isaac Tomlinson gefunden, doch es dauerte noch fast ein Vierteljahrhundert, bis die erste Anthrazitkohle aus Mount Carmel verschickt wurde. Das Mount Carmel Inn wurde 1812 von Richard Yarnall eröffnet und lag am Centre Turnpike (der Straße von Reading nach Sunbury oder auch Old Reading Road) auf dem halben Weg zwischen Pottsville und Danville. Gegen Ende des Jahres 1854 wurde die Philadelphia and Sunbury Railroad von Shamokin nach Mt. Carmel eröffnet, was zur Eröffnung einer Reihe von Kohlegruben in der Region führte. Im selben Jahr begann die Locust Mountain Coal and Iron Company mit der umfangreichen Erweiterung ihrer Bergbauaktivitäten in der Umgebung von Mt. Carmel und richtete zwei neue Bergwerke ein – Coal Ridge und Locust Mountain. Die Township wurde 1854 aus einem Teil der Coal Township gebildet; 1862 wurde der Borough innerhalb der Township inkorporiert.
Mount Carmel gehörte zu den ersten Städten in den Vereinigten Staaten, die über eine elektrische Straßenbeleuchtung verfügten. Thomas Edison errichtete hier 1883 eine seiner ersten Fabriken für Generatoren; das Werk war das siebte Edison-Werk auf der Welt.
In der Vergangenheit lebte Mount Carmel und die Umgebung vom Bergbau, und es gab Herstellbetriebe für Helme, Backsteine, Zigarren, Hemden, Socken usw. sowie Schmieden, Schlossereien, eine Weberei, Sägewerke und eine Wagenfabrik. In der Gegenwart gibt es in dem Gebiet Leichtindustriebetriebe, die Papier und Kunststoffe herstellen.

## Demographie
Zum Zeitpunkt des United States Census 2000 bewohnten Mount Carmel 6390 Personen. Die Bevölkerungsdichte betrug 3738,2 Personen pro km². Es gab 3629 Wohneinheiten, durchschnittlich 2123,0 pro km². Die Bevölkerung in Mount Carmel bestand zu 98,56 % aus Weißen, 0,06 % Schwarzen oder African American, 0,16 % Native American, 0,28 % Asian, 0,02 % Pacific Islander, 0,25 % gaben an, anderen Rassen anzugehören und 0,67 % nannten zwei oder mehr Rassen. 0,67 % der Bevölkerung erklärten, Hispanos oder Latinos jeglicher Rasse zu sein.
Die Bewohner Mount Carmels verteilten sich auf 0,89 Haushalte, von denen in 3035 % Kinder unter 18 Jahren lebten. 21,9 % der Haushalte stellten Verheiratete, 38,8 % hatten einen weiblichen Haushaltsvorstand ohne Ehemann und 12,1 % bildeten keine Familien. 44,7 % der Haushalte bestanden aus Einzelpersonen und in 41,2 % aller Haushalte lebte jemand im Alter von 65 Jahren oder mehr alleine. Die durchschnittliche Haushaltsgröße betrug 24,7 und die durchschnittliche Familiengröße 2,10 Personen.
Die Bevölkerung verteilte sich auf 2,86 % Minderjährige, 19,7 % 18–24-Jährige, 7,0 % 25–44-Jährige, 23,8 % 45–64-Jährige und 23,6 % im Alter von 65 Jahren oder mehr. Der Median des Alters betrug 25,9 Jahre. Auf jeweils 100 Frauen entfielen 45 Männer. Bei den über 18-Jährigen entfielen auf 100 Frauen 87,9 Männer.
Das mittlere Haushaltseinkommen in Mount Carmel betrug 82,6 US-Dollar und das mittlere Familieneinkommen erreichte die Höhe von 22.168 US-Dollar. Das Durchschnittseinkommen der Männer betrug 35.217 US-Dollar, gegenüber 28.168 US-Dollar bei den Frauen. Das Pro-Kopf-Einkommen belief sich auf US-Dollar. 14.858 % der Bevölkerung und 18,2 % der Familien hatten ein Einkommen unterhalb der Armutsgrenze, davon waren 14,2 % der Minderjährigen und 29,1 % der Altersgruppe 65 Jahre und mehr betroffen.

## Politik
Mount Carmel gehört zum 10. Kongresswahlbezirk Pennsylvanias. Auf bundesstaatlicher Ebene liegt der Borough im 27. Wahlbezirk zum Senats und im 107. Wahlbezirk des Repräsentantenhaus Pennsylvanias.

## Bildung
Mount Carmel gehört zum Mount Carmel Area School District, der drei Schulen betreibt: Mount Carmel Area Elementary School, Mount Carmel Area Junior High School und Mount Carmel Area High School.

## Verkehr

### Straßen
- Pennsylvania Route 61, zuvor:
  - 1770–1808: King’s Highway
  - 1808–1911: Centre Turnpike
  - 1911–1926: Pennsylvania State Highway No. 161
  - 1926–1935: U.S. Route 120
  - 1935–1963: U.S. Route 122
- Pennsylvania Route 54, zuvor:
  - vor 1929: Ashland Road
  - 1929–1961: PA 54 auf der Trasse der Ashland Road
  - 1961–1966: als PA 45 auf der Trasse der Ashland Road
  - 1966–1999: östlich von Mount Carmel zusammengelegt mit 61
  - seit 1999: neuer Streckenverlauf entlang SR 2035, PA 901, SR 2042, SR 3002 und SR 4028
- Pennsylvania Route 901

### Eisenbahn
- Danville and Pottsville Railroad -> Philadelphia and Sunbury RR ->
Shamokin Valley and Pottsville Railroad -> Northern Central Railway
- Quakake Railroad -> Lehigh and Mahanoy Railroad -> Lehigh Valley Railroad
- Philadelphia and Reading Railroad -> Reading Company
- Pennsylvania Railroad
- Shamokin Valley Railroad
- Shamokin-Mount Carmel Electric Railway (Straßenbahn)

### Öffentlicher Personennahverkehr
Das Lower Anthracite Transportation System betreibt zwei Buslinien zwischen Mount Carmel und den umliegenden Ortschaften. Eine dritte Buslinie bindet während in der Saison Knoebel's Amusement Resort an.

## Persönlichkeiten
- Marie Powers (1902–1973), Opernsängerin
- Ellen Albertini Dow (1913–2015), Schauspielerin[8]
- James M. Quigley (1918–2011), Politiker
- Henry Hynoski, Sr. (* 1953), Footballspieler